# Gustaf Rundberg
Gustaf Filip Rundberg, född 20 april 1871 i Kuddby församling i Östergötlands län, död 30 mars 1950 i Säby församling i Jönköpings län, var en svensk friidrottare (längdhopp och häcklöpning). Han var bror till Herman Rundberg.
Rundberg tävlade för IK Stockholm. 
Den 14 augusti 1898 förbättrade Rundberg Harald Andersson-Arbins inofficiella svenska rekord i längdhopp, från 6,03 till 6,17. Rekordet behöll han till 1900 då Helge Söderbom förbättrade det med 3 cm. 
Han vann SM på 110 meter häck år 1899, på tiden 19,0.
Gustaf Rundberg arbetade som manufakturhandlare.